# Capita (football)
Osvaldo Pedro Capemba, plus connu sous le nom de Capita, né le 10 janvier 2002 à Luanda, est un footballeur international angolais qui évolue au poste d'ailier au LOSC Lille.

## Biographie

### Carrière en club

#### Arrivée en Europe
Capita commence sa formation au Primeiro de Agosto dans son Angola natal, avant d'être transféré au CD Trofense, au Portugal, en janvier 2020,,. Il fait ses débuts avec le club le 23 février 2020 lors d'une victoire 1-0 en championnat de troisième division portugaise contre le Ginásio Clube Figueirense (pt).

##### Transfert à Lille et prêt à Mouscron
En juillet 2020, il est transféré au LOSC, dont il participe à la préparation estivale et les matchs amicaux, avant d'intégrer l'équipe reserve,, puis d'être finalement prêté deux mois plus tard au Royal Excel Mouscron en Belgique,,,. Il fait ses débuts professionnels avec les mouscronois le 19 septembre 2021 lors d'une défaite 1-0 en Championnat de Belgique contre La Gantoise.
Mais le club « satellite » du LOSC connait une saison particulièrement compliquée, qui se terminera par une relégation directe, au cours de laquelle très peu d'opportunités sont données au jeune angolais de s'illustrer : il ne totalise que 4 apparitions et 63 minutes jouées au plus haut niveau belge,,,.

#### Retour à Lille
De retour chez des lillois désormais champions de France, il continue à s'illustrer avec l'équipe reserve, marquant même son premier but en National 3 contre la reserve de Valenciennes et recevant sa première convocation en équipe première lors d'un match Ligue 1 contre Lorient en septembre 2020.

### Carrière en sélection

#### Moins de 17 ans
Capita est international angolais avec les moins de 17 ans dès 2018, date à laquelle il prend part à la coupe (en) organisée par la COSAFA, et qui compte pour les qualifications à la compétition continentale de catégorie. Enchainant les victoires contre le Malawi, l'Eswatini puis le Zimbabwe lors de la phase de groupe, les angolais éliminent ensuite la Namibie en demi-finale avec une victoire 7-0 au cours de laquelle Capita marque un triplé, avant de se défaire des Sudafricains en finale, où le jeune ailier marque cette fois le seul but de la rencontre,.
L'année suivante il participe ainsi à la CAN U-17, et si les Angolais échouent face aux futurs vainqueurs camerounais en demi-finale, ils remportent le match pour la 3e place face au Nigeria, Capita terminant meilleur buteur d'une compétition qui les qualifie pour la Coupe du monde,. Lors de la compétition mondiale qui a lieu en 2019, Capita brille encore avec une équipe d'Angola qui atteint les huitièmes de finale pour sa première participation à la Coupe,,,.

#### Équipe senior
Appelé une première fois en équipe senior angolaise à l'automne 2021, il y fait ses débuts le 12 novembre 2021 en jouant les dernières minutes d'un match nul 2-2 contre l'Égypte comptant pour les éliminatoires de la coupe du monde 2022,.

## Palmarès

### En sélection
| Angola -17 ans - Coupe COSAFA (en) - Vainqueur en 2018 (en) - Coupe d'Afrique des nations - 3e place en 2019 |

### Distinctions personnelles
- Meilleur buteur de la Coupe Cosafa -17 ans 2018 (en) (4 buts)
- Meilleur buteur de la Coupe d'Afrique des nations des moins de 17 ans en 2019 (4 buts)